# Alina
Alina je ženské křestní jméno různého původu. Vykládá se jako stejně znějící podoba několika jmen různého původu. Považuje se za zkráceninu germánského jména Adeline, variantu jména Adéla, v ruštině za osamostatnělou domáckou podobu jména Albina a Akulina, nebo za ženskou podobu arabského jména Ali.
Podle maďarského kalendáře má svátek 28. července.

## Alina v jiných jazycích
- Slovensky, rusky, německy, maďarsky, polsky, italsky, bulharsky: Alina
- Anglicky, francouzsky: Aline

## Známé nositelky jména
- Alina Skirgiello – polská profesorka a mykoložka